# Gyagyák a gatyában, avagy tudom, kit fűztél tavaly nyáron
A Gyagyák a gatyában, avagy tudom, kit fűztél tavaly nyáron (eredeti címe: Wet Hot American Summer) 2001-es amerikai szatirikus filmvígjáték, amelyet David Wain rendezett. A forgatókönyvet Wain és Michael Showalter írták. A főszerepben
Janeane Garofalo, David Hyde Pierce, Molly Shannon, Paul Rudd, Christopher Meloni, Michael Showalter, Elizabeth Banks, Ken Marino, Michael Ian Black, Bradley Cooper Amy Poehler, Zak Orth és A. D. Miles látható.
A film egy fiktív nyári tábor utolsó napján játszódik, és a nyolcvanas évek szexkomédiáinak paródiája.
Habár a film bukásnak számított mind anyagi, mind kritikai szempontból, az évek alatt kultikus státuszt ért el.

## Szereplők
| Karakter                                | Színész              | Szinkronhang        |
| --------------------------------------- | -------------------- | ------------------- |
| Beth                                    | Janeane Garofalo     | Balogh Erika        |
| Henry Newman                            | David Hyde Pierce    | Rosta Sándor        |
| Gerald 'Coop' Cooperberg (Alan Shemper) | Michael Showalter    | Karácsonyi Zoltán   |
| Katie                                   | Marguerite Moreau    | Roatis Andrea       |
| McKinley                                | Michael Ian Black    | Oberfrank Pál       |
| J.J.                                    | Zak Orth             | Pálmai Szabolcs     |
| Gary                                    | A.D. Miles           | Géczi Zoltán        |
| Andy                                    | Paul Rudd            | Lengyel Tamás       |
| Gene                                    | Christopher Meloni   | Barabás Kiss Zoltán |
| Gail von Kleinenstein                   | Molly Shannon        | Kiss Erika          |
| Victor                                  | Ken Marino           | Janovics Sándor     |
| Neil                                    | Joe Lo Truglio       | Crespo Rodrigo      |
| Susie                                   | Amy Poehler          | Németh Kriszta      |
| Ben                                     | Bradley Cooper       | Magyar Bálint       |
| Aaron                                   | Gideon Jacobs        | Morvay Bence        |
| Arty Solomon                            | Liam Norton          | Baráth István       |
| Abby Bernstein                          | Marisa Ryan          | Kovács Martina      |
| Lindsey                                 | Elizabeth Banks      | Csondor Kata        |
| Sapkás                                  | Gabriel Millman      | Morvay Gábor        |
| Steve                                   | Kevin Sussman        | Dányi Krisztián     |
| Egyik fiú                               | Christopher Cusumano | Tóth Zoltán         |
| Mork                                    | Kevin Thomas Conroy  | Stukovszky Tamás    |
| Cure-os csaj                            | Madeline Blue        | Györfi Anna         |
| Másik lány                              | Cassidy Ladden       | Fésűs Bea           |
| Nancy                                   | Nina Hellman         | Balogh Anikó        |
| Gitáros                                 | Peter Salett         | Csizmadia Gergely   |
| Ron von Kleinenstein                    | Judah Friedlander    | Kiss László         |
| Vadkonzerv (hangja)                     | H. Jon Benjamin      | Rába Roland         |

## Filmzene
Mivel a film a nyolcvanas években játszódik, így sok akkoriban népszerű előadó hallható a filmzenei albumon (pl. Jefferson Starship, Rick Springfield, Loverboy, KISS).

### Dalok
1. Jefferson Starship - "Jane"
2. Foreigner - "Juke Box Hero"
3. Craig Wedren és Theodore Shapiro - "Backwards from Three"
4. Craig Wedren - "Wet Hot American Summer"
5. Rick Springfield - "Love Is Alright Tonite"
6. Loggins & Messina - "Danny's Song"
7. Loverboy - "Turn Me Loose"
8. Kiss - "Beth"
9. Godspell - "Day by Day"
10. Quarterflash - "Harden My Heart"
11. Craig Wedren és Theodore Shapiro - "Higher and Higher"
12. Loverboy - "When It's Over"
13. Peter Salett - "Wet Hot American Dream"
14. Mr. Blue & Chubb Rock - "Summer in America"

## Fogadtatás
A film nagyrészt negativ kritikákat kapott. A Rotten Tomatoes honlapján 38%-ot szerzett 76 kritika alapján, és 4.85 pontot szerzett a tízből. A Metacritic oldalán 42 pontot szerzett a százból, 24 kritika alapján.
Roger Ebert egy csillagot adott a filmre a négyből.
Az Entertainment Weekly kritikusa, Owen Gleiberman ugyanakkor pozitív kritikával illette, és a 2001-es év tíz legjobb filmje közé sorolta. David Ansen, a Newsweek kritikusa szintén pozitívan értékelte.
Kristen Bell 2012. szeptember 2-án elmondta, hogy a Gyagyák a gatyában a kedvenc filmje, és "százszor látta".